# Indústria tèxtil
La indústria tèxtil és el sector de l'economia dedicat a la producció de roba, tela, fil, fibra i productes relacionats. Encara que des del punt de vista tècnic és un sector diferent, en les estadístiques econòmiques se sol incloure la indústria del calçat com a part de la indústria tèxtil.
Els tèxtils són productes de consum massiu que es venen en grans quantitats. La indústria tèxtil genera gran quantitat de llocs de treball directes i indirectes, té un pes important en l'economia mundial. És un dels sectors industrials que més controvèrsies genera, especialment en la definició de tractats comercials internacionals. Degut principalment al seu efecte sobre les taxes d'ocupació.
La indústria tèxtil té una gran importància en l'economia mundial, ja que es venen grans quantitats dels productes produïts. També genera gran quantitat d'ocupacions(treballs) directes i indirectes. El Procés industrial tèxtil és bastant complex a causa de la quantitat d'operacions de transformació que requereix la primera matèria (fibres que es poden filar) fins a convertir-se'n un producte acabat.
Generalment es poden distingir tres grans processos:
- Obtenció de fibres i filaments
- La filatura
- El tissatge

Dins d'aquest processos es poden distingir altres processos.

## Fibres i filaments
Les matèries primeres per la fabricació de fils i després tela, són els fibres i els filaments. Aquests són matèries aptes per ser transformades en fils.
Les fibres són unes substàncies sòlides i flexibles de llargària limitada i en forma prima. El seu gruix és de 10 i 400 µm i la llargària entre 10 i 400 mm.
Podem trobar fibres naturals que poden tenir procedència vegetal (cotó, lli, etc.), animal (Llana, Seda, etc.) i mineral (Fibra de vidre, Amiant). També podem trobar fibres artificials, creades al laboratori, com la viscosa, el raió acelat, el niló, entre d'altres. Finalment, també hi ha fibres sintètiques com la Licra i el tergal, Poliamides, Polièster o el poliuretà, derivades del petroli, dels quals s'obtenen teixits resistents i impermeables.
Els filaments també són substàncies sòlides i flexibles. Però, tenen una diferència respecte a les fibres, aquests tenen una llargària il·limitada, poden arribar a mesurar fins a 3000 metres de llargària i 5 µm de gruix.

## Filatura
Una fàbrica de filatures és una fàbrica la planta de fabricació de la qual està destinada a l'obtenció de fibres tèxtils. Fruit del procés fabril que es visqué en ple segle xix a tot Catalunya, a la part nord del Segrià també es decidí aprofitar el cabal hidràulic disponible per a ús industrial. Nombroses foren les empreses que adaptant antigues instal·lacions pre-industrials, algunes d'elles fins i tot d'origen medieval, s'iniciaren en el ram tèxtil. Algunes de les més singulars eren la Colònia Serra y Compañía, coneguda popularment com la Mata de Pinyana a Alguaire, La Leridana (la paperera de Rosselló) o la colònia tèxtil d'Alcanís.
La filatura és el procés amb el qual a partir de fibres i filaments podem obtenir el fil. Dins d'aquest procés podem distingir altres tipus de processos. Aquest processos són:
- Neteja: a través del batà, una màquina que usa corrents d'aire, es netegen les fibres d'origen animal i vegetal.
- Pentinat: a través de la carda, les fibres queden paral·leles entre sí en una capa homogènia. La fibra passa a anomenar-se cinta de carda.
- Estiratge: a través del manuar que estira i ajunta cintes de carda. El resultat de l'estiratge s'anomena veta.
- Torsió: a través de la filadora, s'estiren i es torcen les vetes fins a formar els fils.

A vegades, dit d'una altra manera: 
- L'obertura. Generalment les fibres i els filaments arriben premsada i empaquetades en forma de bales o floques. La finalitat d'aquest procés és la neteja d'aquestes bales, ja que aquests paquets tenen un alt contingut de substàncies no aptes pel fil, que en un proces futur es podria comportar de manera diferent. Aquest procés el fa una màquina anomenada: Obridora de bales.
- El cardatge. La finalitat d'aquest procés és individualitzar les fibres, tornar a netejar-les d'impureses i obtenir un vel on les fibres estiguin orientades longitudinalment. D'aquest procés surt la cinta de carda que es recull en uns recipients cilíndrics anomenats bots.
- La preparació. Aquest procés té com a finalitat fer una paral·lelització definitiva de les fibres. Per fer aquests procés s'utilitza l'estiratge. Es fa en dues parts:
- El manuar, que és la preparació gruixuda, on mitjançant un procés d'estiratge es fa un estirament a la cinta de cardar. Després d'això obtindrem la veta de manuar. Aquest procés es fa en la fileta.

- La metxera, o preparació fina, en aquest procés s'aprima la veta de manuar i obtenim la metxa. Durant aquest procés, la metxa té molt poca consistència, per això és una petita torsió per ajudar que la metxa tingui més consistència. Aquest procés es fa en la Metxera.

- La filatura. És el procés final de la Filatura. Aquí és on es transforma la metxa en el fil mitjançant l'estirament i la torsió. La màquina encarregada de fer això s'anomena contínua d'anells. Aquest procés es fa en tres parts:
  - Primer procés. la metxa es desenrotlla i és introduïda en el grup d'estiratge.
  - Segon procés. s'estira la metxa.
  - Tercer procés. en aquest procés es fa una torsió al mateix temps que es bobina.
- El bobinatge. Això consisteix a enrotllar el fil en uns tubs de cartó o de plàstic.

## Tissatge
El tissatge és l'operació que consisteix a lligar els fils per crear un teixit.
Existeixen tres tipus de teixits: el teixit pla, també anomenat de calada, que consisteix en uns lligaments formats per dues sèries de fils, aquestes sèries formen un angle de 90° entre si i s'enllacen per sobre i per sota una de l'altre formant així una tela. En els teixits de punt el lligament és format per un fil continu que s'enllaça amb si mateix fent bucles. El teixit per aglutinament de fibres: s'elabora a partir de fibres que no han passat pel procés de filatura, sinó que s'han compactat a través de processos com la pressió i la calor.
- Operacions prèvies.

Abans de poder teixir el fil per obtenir la tela de la roba hi ha quatre operacions prèvies:
L'ordit. Primera operació, consisteix a reunir una sèrie de fils ordenats, plegats de manera paral·lela i amb una llargada establerta damunt dels plegadors. Per aquest procés s'utilitza l'ordidor. L'ordidor consta de dos parts bàsicament, una fileta i un capçal plegador.
L'encolatge. Per evitar que els fils es trenquin a causa del grans fregaments, el fil és impregnat d'una pel·lícula de cola que li dona més resistència. Per aquest procés s'utilitza l'encoladora.
Passat i nuada. El passat consisteix a fer passar el fil passi per tots els dispositius del teler i la nuada, en lligar l'última part del fil amb un fil nou per evitar passar el fil una altra vegada pel teler.
- El teixit.

És la part més important de tot el procés industrial. En aquest procés es fan els lligaments del fils amb la finalitat d'obtenir la tela. La màquina utilitzada és el teler i el seu funcionament consisteix a passar la trama, que s un fil per l'ordit, que són una sèrie de fils ordenats transversalment.
- El repàs.

Consisteix en un control de qualitat per comprovar que la tela que s'ha fet surt en un bon estat de qualitat.

## Subsectors tèxtils
- Producció de fibres. Les fibres són les matèries primeres bàsiques de tota producció tèxtil, depenent del seu origen, les fibres són generades per l'agricultura, la ramaderia, la química o la petroquímica.
- Filatura. És el procés de convertir les fibres en fils.
- Teixidoria. És el procés de convertir fils en teles.
- Tintoreria i acabats. Són els processos de tenyir i millorar les característiques de fils i teles mitjançant processos físics i químics. Existeixen 2 processos:
  - Tintura: procés pel qual es dona un color a un teixit. S'aconsegueix submergint el teixit dins un líquid amb colorants i després deixant-lo assecar.
  - Estampació: consisteix en donar motlles amb un motiu o dibuix gravat que s'estampa al teixit.
- Confecció. És la elaboració de les peces de vestir a través dels teixits acabats. Hi ha 3 fases:
  - Tall: amb uns patrons es tallen els teixits en peces.
  - Costura: consisteix en unir les peces amb màquina de cosir.
  - Acabat: consisteix en etiquetar i planxar la peça.
- Alta costura. El sector dedicat a la remuneració d'articles de luxe. Encara que produeix quantitats menors d'articles, aquests són de gran valor i creen les modes que determinen la direcció del mercat.
- No teixits. Producció de teles directament des fibres sense passar processos de filatura i teixidura.
- Teixits tècnics

## Altres sectors econòmics relacionats
- Agricultura i ramaderia proveïdors de fibres naturals.
- Química i petroquímica, proveïdors de fibres artificials, colorants, suavitzants i altres additius.
- Metalmecánica i electrònica, proveïdors de maquinària tèxtil.

## Impactes en la salut dels treballadors
Dins de la indústria tèxtil, es poden utilitzar més de 8.000 productes químics diferents en el procés de fabricació, molts dels quals són tòxics o no biodegradables. Alguns treballadors de fàbriques tèxtils manipulen substàncies químiques perilloses diàriament, cosa que augmenta el risc ocupacional de trastorns auditius, dermatitis i símptomes oftalmològics quan no es prenen mesures de protecció.
A més, s'ha observat un augment de avortaments espontanis en treballadores tèxtils embarassades exposades a fibres naturals i sintètiques. L'exposició freqüent a productes químics perillosos també pot provocar altres malalties.
L'augment de l'exposició a substàncies tòxiques també comporta un major risc de càncer ocupacional. Estudis sobre treballadors tèxtils han demostrat un risc més elevat de càncer nasal, de bufeta i urinari, que es creu que estan relacionats amb els tints utilitzats en la indústria.

## Nota
1. ↑  «Indústria tèxtil». Gran Enciclopèdia Catalana.  Barcelona:  Grup Enciclopèdia Catalana.
2. ↑  Aurora Gómez Galvarriato. La industria textil en México.  El Colegio de Michoacán A.C., 1999. ISBN 9789686914870 [Consulta: 9 juny 2011].
3. 1 2 3 4  Tounsadi, Hanane; Metarfi, Yousra; Taleb, M.; El Rhazi, Karima; Rais, Zakia «Impact of chemical substances used in textile industry on the employee's health: Epidemiological study». Ecotoxicology and Environmental Safety, 197, 01-07-2020, pàg. 110594. DOI: 10.1016/j.ecoenv.2020.110594. ISSN: 0147-6513.